# Ivy (banda)
Ivy é uma banda norte-americana formada em Nova Iorque composta pelo trio Adam Schlesinger, Dominique Durand e Andy Chase.

## História

### LatelyeRealistic
Ivy foi formada em 1994 quando Andy Chase e Adam Schlesinger convidaram Parisian, nascida Dominique Durand, a formar uma banda e gravar uma fita demo com quatro músicas. Dominique, que havia se mudado para Nova Iorque de Paris em 1990, conheceu Andy numa festa, onde ele estava tocando com uma outra banda. Ela teria dito que a banda dele não era tão agradável. Os dois então começaram a namorar, sendo que a relação dura até hoje. Três anos mais tarde, Andy e Dominique escreveram uma canção e pediram que Adam tocasse o baixo. Adam, Andy e Dominique começaram a escrever mais canções, o que resultou numa fita demo de cinco músicas. Desta demo a canção "Get Enough" se destacou repercutindo bem no Reino Unido.
A banda lançou então o EP Lately e em 14 de fevereiro de 1995 eles lançaram seu primeiro álbum de estúdio intitulado Realistic. A banda então saiu em turnê, com as bandas Oasis, Edwyn Collins, Lloyd Cole, St. Etienne, Madder Rose, Yo La Tengo, The Divine Comedy e vários outras.

### Apartment Life
Em 6 de outubro de 1997, a banda lançou seu segundo álbum de estúdio intitulado Apartment Life que continha um som mais ousado e mais sofisticado, levando o grupo a um novo nível. O álbum foi muito bem recebido pela crítica e colocou a banda Ivy no mapa; Nos próximos dois anos a banda sairia em grandes turnês para ajudar nas vendas do álbum.
De Apartment Life saiu o primeiro CD single oficial da banda, "The Best Thing", seguido pelas canções "I've Got a Feeling" e dos EP "This Is the Day" e "You Don't Know Anything". "I've Got a Feeling" também teve um video clipe.
Este álbum foi relançado em 7 de outubro de 1998 pela 550 Music quando a banda foi dispensada pela Atlantic. O relançamento do CD resultou numa nova capa e ouve também mudanças nas canções "The Best Thing" (que foi remixada por Daniel Abraham), "I've Got a Feeling" (que foi remixada por John Holbrook), "This Is the Day" (que foi remixada por John Holbrook) e "Back In Our Town" (que foi remixada por John Holbrook).

### Long Distance
Em 10 de julho de 2001, a banda Ivy lançou seu terceiro álbum intitulado Long Distance, lançado pela Nettwerk, que teve excelente recepção tanto nos Estados Unidos quanto em outros países. O álbum foi liberado em 8 de novembro de 2000 no Japão, sete meses antes do lançamento nos EUA, e tinha uma faixa bônus chamada "It's All in Your Mind". A faixa bônus na versão americana é a canção "Digging Your Scene", um cover da banda Blow Monkeys.
Long Distance deu a banda um ritmo mais forte e mais ousado com toques de pop e indie. A canção "Edge Of The Ocean" se tornou uma das mais bem sucedidas deste álbum e até da banda, sendo usada em vários filmes e séries de TV. A canção "Lucy Doesn't Love You" também foi lançada como single e foi acompanhada por um video clipe.

### In the Clear
In the Clear, lançado em 1 de março de 2005 pela Nettwerk, é o quarto álbum de estúdio da banda.
Quando eles começaram a compor as músicas In The Clear, a banda tentou misturar vários estilos e colocar em prática o que aprenderam com os álbuns ateriores. "Nós queriamos soar de novo como uma banda ao vivo," explicou Schlesinger, "mas é claro que isso não levaria tempo o bastante." A banda tentou recapturar a energia de outrora com um novo som.
O álbum foi um sucesso de crítica atraindo mais fãs. A canção "Thinking About You" ganhou um animado video clipe e é a considerada como o segundo single mais popular de Ivy, perdendo apenas para "Edge Of The Ocean".

### Outros projetos
Em 10 de setembro de 2002, Ivy lançou um álbum intitulado Guestroom contendo vários covers.
Ivy ganhou enorme reconhecimento em 2003 e 2004 quando a canção "Worry About You" foi usada na série baseada na obra de Stephen King, Kingdom Hospital, e também no episódio piloto da mini-série The 4400.

### All Hours
A banda aunciou ainda em 2010 estar trabalhando em um novo projeto. O CD All Hours foi lançado em 20 de setembro de 2011. O primeiro single foi a canção "Distant Lights", lançado em 7 de junho de 2011.

## Álbuns de estúdio
- Realistic (1995)
- Apartment Life (1997)
- Long Distance (2001)
- In the Clear (2006)
- All Hours (2011)